# 行ってみよう世界の都市
『行ってみよう世界の都市』（いってみようせかいのとし）はNHKBSで放送されている番組。

## 概要
2000年2月8日アナログ放送時代のBSハイビジョンで放送開始。世界各地の都市の食べ物や名所を紹介する番組。2010年代も午前や深夜を中心に放送されてきたが徐々に放送頻度が減り、放送されるのはブルガリア、キューバ、フィンランド、中国が多い。2017年を最後に放送されていない。

## 放送内容
| 初回放送日   | 国                           |  |  |
| ------------ | ---------------------------- |  |  |
| 2000年2月8日 | ハンガリー・ブダペスト       |  |  |
| 4月26日      | ブルガリア・ソフィア         |  |  |
| 6月14日      | マレーシア・ペナン島         |  |  |
|              | ウズベキスタン・サマルカンド |  |  |
|              | ウズベキスタン・タシケント   |  |  |
|              | フィンランド・ヘルシンキ     |  |  |
|              | ノルウェー・オスロ           |  |  |
|              | アメリカ・シアトル           |  |  |
|              | カナダ・ケベック             |  |  |
|              | スロバキア・ブラチスラバ     |  |  |
|              | キューバ・ハバナ             |  |  |